# Mali medvjed
Mali medvjed (lat. Ursa minor) jedno je od 88 modernih i 48 Ptolomejevih originalnih zviježđa, vidljivo na sjevernoj zemaljskoj polutci. 
Poznato je po tome što se u vrhu "repa" Malog medvjeda nalazi zvijezda Sjevernjača, trenutno važeći orijentir za smjer sjevera.
U hrvatskom pučkom zvjezdoznanstvu, lik koji tvori njegovih 7 sjajnih zvijezda se naziva Mala kola.

## Zvijezde i nebeski objekti
Najsjajnije su zvijezde Sjevernjača (α UMi), koja je pulsirajuća promjenljiva zvijezda, Kohab (β UMi) i Ferkad (γ UMi). Zviježđe se lako prepoznaje po dijelu koji se naziva Malim kolima i služi za orijentaciju, jer je Sjevernjača od sjevernoga nebeskoga pola danas udaljena samo 0,7°. Zbog precesije Zemljine osi, najbliže polu Sjevernjača će biti 2102. god. U zviježđu se nalazi patuljasta galaktika Mali medvjed (Ursa Minor), satelit Mliječne staze, polužna spiralna galaktika NGC 6217, divovska Seyfertova galaktika NGC 6251 i dr.

### Sjevernjača
Glavna i najsjajnija zvijezda (Alpha Ursae Minoris) u Malom medvjedu je Sjevernjača. Sjevernjača je od Sunca udaljena oko 430 svjetlosnih godina, izgleda kao nepomična na sjevernom nebeskom polu i ima prividnu magnitudu 1,9. Promjenjivi sjaj Sjevernjače se mijenja u ciklusima oko 4 naših dana.
Oko nje kruže još četiri zvijezde: dvije najbliže zvijezde su na udaljenosti od 18 AJ (UMi Ab) i 2400 AJ (UMi B). UMi B, poznata još kao Polaris B, lako je vidljiva i malim amaterskim teleskopom. To je trojni zvjezdani sustav udaljen od Zemlje približno 430 svjetlosnih godina. Sjevernjača Aa žuti je div tipa cefeida mase oko 6 puta veće od Sunčeve, oko 46 puta većega promjera, 2200 puta većega sjaja i površinske temperature oko 7.200 K (6.927°C). Sjevernjača B može se uočiti i s pomoću manjega teleskopa, a Sjevernjača Ab prvi je puta snimljena 2006. s pomoću Hubbleova svemirskog teleskopa.

### Kohab (Kochab)
Nakon najsvjetlije poznate Sjevernjače, druga sjajna zvijezda na suprotnoj južnijoj strani u Malom medvjedu još je Kochab (β Ursae Minoris). Službeni međunarodni naziv ove zvijezde je arapskog porijekla u značenju zvijezda.
Zbog prividnog pomicanja nebeskog pola, prije Sjevernjače tj. u antičko doba oko Krista je Kochab bila najsjevernija polarna zvijezda. Kochab ima prividnu magnitudu 2,08 i od Sunca je udaljena oko 131 svjetlosnih godina. Kochab je inače divovska narančasta zvijezda, po sjaju 130 puta jača od našeg Sunca i opsegom 42 puta veća. Oko Kochaba kruži divovski planet preko 6 puta veći od Jupitera.

### Ostale zvijezde
Od inih zvijezda u Malom Medvjedu su još značajne npr. dvojne zvijezde Gamma UMi i 5 UMi, te također promjenljive zvijezde Alpha UMi i Epsilon UMi.

### Meteorski rojevi
Iz zviježđa Malog Medvjeda noćnim nebom povremeno još izlijeću sredinom prosinca i meteorski rojevi naziva Ursidi.

## Mitologija
Prema legendi, Veliki i Mali medvjed nastali su tako da je Zeus silovao nimfu Kalisto koja je rodila sina Arkasa.  Zeusova supruga Hera iz ljubomore je Kalistu pretvorila u medvjeda, a Arkas je kasnije u lovu htio ubiti vlastitu majku. Kako bi to spriječio, Zeus je i Arkasa pretvorio u medvjeda, te Arkasa i Kalisto uzdigao na nebo kao velikog i malog medvjeda. Iako Kalisto više nije predstavljala prijetnju, Hera je i dalje bila ljuta te je uvjerila bogove mora da ni ona ni Arkas nikad ne uđu u njihovo kraljevstvo gdje odmaraju. To je rezultiralo da su zviježđa Veliki i Mali medvjed cirkumpolarna iz naših krajeva, odnosno nikada ne zalaze, već stalno kruže oko hladnog sjevernog neba. No ni to nije bilo dovoljno Heri koja je postavila zmaja Ladona, koji čuva zlatne jabuke u vrtu Hesperida, između Kaliste i Arkasa tako da nikad ne mogu biti skupa, unatoč Zeusovom planu.